# (4313) Bouchet
(4313) Bouchet es un asteroide perteneciente al cinturón de asteroides, descubierto el 21 de abril de 1979 por Henri Debehogne desde el Observatorio de La Silla, Chile.

## Designación y nombre
Designado provisionalmente como 1979 HK1. Fue nombrado Bouchet en honor al astrónomo francés Patrice Jean Emanuelle Bouchet de Puyraimond.

## Características orbitales
Bouchet está situado a una distancia media del Sol de 2,652 ua, pudiendo alejarse hasta 2,688 ua y acercarse hasta 2,616 ua. Su excentricidad es 0,013 y la inclinación orbital 9,275 grados. Emplea 1577 días en completar una órbita alrededor del Sol.

## Designación y nombre
La magnitud absoluta de Bouchet es 12,8. Tiene 18,942 km de diámetro y su albedo se estima en 0,089.